# Australoniscus springetti
Australoniscus springetti là một loài chân đều trong họ Bathytropidae. Loài này được Vandel miêu tả khoa học năm 1973.